# Puya spathacea
Puya spathacea là một loài thực vật có hoa trong họ Bromeliaceae. Loài này được (Griseb.) Mez miêu tả khoa học đầu tiên năm 1896.